# 毛脉蓼
毛脉蓼（学名：Fallopia multiflora var. ciliinerve）为蓼科何首乌属下的一个变种。